# Galactik Football
Galactik Football animada da televisão criada por Clément Calve que possui ao todo 26 episódios e que levou 2 anos para ser concluída.
No Brasil se Chama Futebol Galático. Em Portugal, Futebol Galáctico.
No universo de Galactik Football, os mundos habitados do Galaxy Zaelion competir em Galactik Futebol, um desporto semelhante ao futebol, mas com apenas sete jogadores para cada lado. O jogo é complicado pela adição de fluxo, o que aumenta os atributos de um jogador, como velocidade, força e agilidade, ou concede poderes especiais, como o teletransporte. A história segue o destino de um time de Futebol Galático inexperiente, Snow Kids, e como pretendem competir na Taça de Futebol Galáctico.

## Enredo
Temporada 1:
Em todas as galáxias se encontra o fluxo, uma energia poderosa que foi proibida, menos no Futebol Galáctico um desporto incrível, em Akillian o fluxo e chamado de o sopro. Um dia quando o planeta Akillian estava prestes a ganhar a Taça Futebol Galáctico a era glacial tomou conta do planeta assim destruindo a Taça e o planeta Akilian. Depois de 15 anos Aarch volta a Akillian para formar uma nova equipa com jovens com a esperança de reviver o sopro e ganhar a Taça de Futebol Galáctico. O treinador consegue reunir os 8 jovens para formar a equipa, cada um com uma qualidade distinta. Após muitos desafios conseguem vencer a tão aclamada Taça de Futebol Galáctico.

Temporada 2: 
Novos desafios, novas equipas e os Miúdos da Neve conseguem ganhar mais uma vez o campeonato de Futebol Galático. Conseguiram o Que nenhuma outra equipa havia feito, mas o estádio Génesis fica destruído no útil,o episódio da temporada, será que haverá um próximo campeonato?

Temporada 3:
A equipa do Futebol Galáctico foi capaz de dar a Akilian aquilo que todo um planeta alguma vez ousou sonhar: o bi-campeonato. Aarch foi capaz de incutir nos outros a garra que qualquer jogador deve ter. Conseguiu assim recuperar uma equipa que quase todos julgavam perdida…quase todos, menos o próprio e o seu grupo que sempre deu tudo o que tinha em prol de um ideal.
Quando outros tentaram obter vitórias fora das quatro linhas, esta equipa demonstrou uma vez mais uma união inabalável que levou à conquista de um novo triunfo, levantando mais uma vez estádios rendidos à sua arte…a esta forma de arte!
Mas há quem não se conforme e conviva com o seu êxito. As tácticas foram revistas e parecem agora decididas a atacar Akilian de uma forma como nunca o tinham feito: no seio da própria equipa!
Um ano depois de terem ganho o campeonato, esta equipa é convidada pelo misterioso Lord Phoenix para disputar um torneio no planeta Paradisia. Aquilo que no início se julgava ser mais uma competição como todas as outras vai criar divisões no seio da equipa que serão difíceis de reparar.
Dois Jogadores, Jock e May acabam por discutir, culminando com a passagem de May para a equipa dos Shadows. Também Yuki deixa temporariamente a equipa para se reunir com as Elektras e sem ninguém o esperar o próprio Djork acaba por abandonar a sua equipa para se juntar à equipa de Paradisia.
Há diversas decisões dentro de um grupo que tinha até agora demonstrado ser inabalável. Como irá reagir a equipa dos Snow Kids? Aarch tem pela frente um novo combate que desta vez será sobretudo uma questão pessoal: conseguirá ele reunir novamente aqueles que juntos já provaram serem invencíveis?

## Personagens
- Aarch - É o técnico da equipa e já foi um jogador dela, mas depois da era glacial que tomou conta de Akillian ele foi embora do planeta, e depois de 15 anos retorna para montar uma equipa de futebol para reavivar o sopro em Akillian e ganhar a Taça de Futebol Galáctico.
- Ahito - É o guarda-redes da equipa. É um personagem meio cómico por sempre estar dormindo e com sono. Mas isso não atrapalha o seu rendimento, pois é muito bom. Tem um irmão gémeo, Thran, que joga na defesa, já conhecia Micro-Ice e Jock antes de formar a equipa, foi ele quem deu o nome à equipa, um dia estava a dormir e acordou gritando Miúdos da Neve, onde todos os integrantes da equipe concordaram em utilizar este nome.
- Thran - Irmão gémeo de Ahito, joga na defesa perto de seu irmão e é muito inteligente, é o mais maduro e sério, também já conhecia Jock e Micro-Ice, e embora sério, às vezes acha graça nas coisas ditas por Micro-Ice.
- Micro-Ice - É o melhor amigo de Jock, e o mais novo da equipa, e no começo da série esteve apaixonado por May, sempre olhando para ela e tentando chamar sua atenção. No começo não sabia que estava apaixonado por ela, ele também, por ser o mais novo é meio infantil e engraçado. Seu talento em campo é a sua criatividade.
- Rocket - É sobrinho de Aarch e capitão da equipa (Durante a Primeira Temporada e Antes de usar o Sopro na Floresta), mas não é capitão apenas por ser sobrinho do técnico, ele realmente mereceu empenhando-se e estudando os outros jogos para dar dicas e instruções a sua equiae. É visível o seu interesse em Tia, mas é meio tímido. No final da primeira temporada Tia beija-o  mas ele recusa-se a acreditar. É só depois de uma conversa com Aarch que ele tem coragem para revelar seus sentimentos. Seu pai queria que fosse um florista mas recusou-se e entrou na equipa mesmo assim. Na segunda temporada Rocket usa o sopro de Akillian para salvar a vida de Tia e acaba sendo suspenso da liga. É o melhor Jogador da Equipa.
- May - Sua mãe sempre a apoiou muito (até demais) no futebol, ela joga na defesa, embora  quer jogar no ataque (onde poderia se destacar mais e assim fazer sua carreira jogando como atacante). Embora Micro-Ice sempre dava em cima dela sem sucesso, ela se sentiu atraída por Jock. O relacionamento de May com Jock é mais gradual do que Tia e Rocket. Ela lentamente começa a sentir-se atraída por ele. Inicialmente foi por interesse de sua mãe, e isso levou a um conflito entre Micro-Ice e Jock. Quando os dois descobrem que ela só estava interessada na sua carreira, ambos a rejeitam. Porém, ela se redime, contando com ajuda de Micro-Ice para conquistar Jock, em troca de ensiná-lo sobre as garotas, conseguindo enfim firmar um namoro com ele, mas na Terceira temporada ele vai para os Shadows onde esquece Jock e namora com Sined
- Tia - Logo no teste ela já mostra que tem o sopro de Akillian, o que a ajuda a entrar na equipa, ela gosta de Rocket e sempre o aconselha. Gosta muito dele, o que é mostrado muitas vezes. A segunda temporada do desenho praticamente se centra no relacionamento dos dois quando Rocket a deixa e ela continua a gostar dele. Seus pais são embaixadores muito importantes e no início não aceitaram que ela jogasse na equipa, mas depois permitiram que ela jogasse. Ela é média e um dos personagens principais do desenho.
- Jock - Já conhecia Micro-Ice e os gémeos, ele é o segundo da equipa a descobrir o sopro. Tem uma discussão com Micro-Ice depois que este descobre que Djock está a começar a apaixonar-se por May. Ele considera-se o melhor jogador em campo, marcando mais golos que os outros, porém possui o problema de deixar isso subir a sua cabeça, podendo ser metido nessas horas.
- Madame Simbai - É a médica da equipa. Conhecia já a Aarch porque curro-o depois de uma lesão. Ela , para além de médica dos Snow Kids, é também uma agente da SF (Sociedade do Fluxo)
- Clamp - É o Técnico dos Snow Kids. Ele que controla as sessões de treino e tem um certo contacto com os Piratas, Principalmente o seu Líder Sony Black Bold. No meio da Primeira Temporada, Clamp é falado pelos membros da comissão da liga para entregar os resultados do Metaflux. E por essa Ocasião ele é colocado uma capsula que liberta veneno.